# Kowloon-Canton Railway Corporation
O Kowloon-Canton Railway é um sistema de trens metropolitano que serve a cidade de Guangdong, uma importante cidade da República Popular da China.
O Kowloon-Canton Railway Corporation ( KCRC; chinês tradicional:九廣鐵路公司) foi criado em 1982 para fins de exploração da Ferrovia Kowloon-Cantão  (KCR), e para construir e explorar outros novos trechos ferroviários. Em 2 de Dezembro de 2007, o MTR Corporation Limited, outro operador ferroviário de Hong Kong, assumiu a operação da rede KCR para a exploração da concessão de serviços por cinquenta anos, com a possibilidade de prorrogação. No âmbito da concessão de serviços, a KCRC preferiu conservar a propriedade da rede, permitindo a KCR MTR Corporation Limited o direito de operar a rede através de pagamentos anuais de royalties. A KCRC é uma empresa estatal de propriedade do Governo de Hong Kong e suas atividades são reguladas pela Portaria KCRC, tendo sido alterada em 2007 pela Portaria Ferroviária, liberando as operações conjuntas entre as duas companhias.

## História
De 1910 a 1982, a rede da KCR funcionava como uma repartição pública do Governo de Hong Kong. O Kowloon-Canton Railway Corporation foi criado em Dezembro de 1982 depois que o governo decidiu privatizar seu departamento ferroviário. Até 2007, a propriedade e operação da rede da KCRC era destinado aos transportes ferroviários pesados, metrô ligeiros e autocarros-alimentadores dentro do distrito de Kowloon e nos novos territórios. Sua grande importância foi também de desenvolver as regiões no entorno das estações ferroviárias, com a aquisição e construção de depósitos, estações, lojas e demias bens e serviços disponibilizados aos seus usuários. Em dezembro de 2007 cessou sua gestão sobre as operações ferroviárias e tornou-se simplesmente o titular do património ferroviário, continuando a ser a proprietária da rede ferroviária; Com isso, a rede passou a ser gerida pelo MTR Corporation Limited.

## Origens da corporação
Os acontecimentos que conduziram à atual KCRC voltar a cem anos. Durante o século XIX, as potências coloniais ocidentais competiram entre si para estabelecer e manter políticas comerciais e esferas de influência na China. Hong Kong detinha uma posição vital na protecção dos interesses comerciais britânicos no sul da China. 
A ideia de ligar Hong Kong e China, com uma estrada de ferro foi proposto pela primeira vez a proeminentes empresários de Hong Kong em Março de 1864 por um engenheiro ferroviário britânico, Sir Rowland MacDonald Stephenson, que tinham uma experiência considerável de desenvolvimento de ferrovias da Índia. As actas das reuniões da comissão da Câmara de Comércio da reunião em Hong Kong, onde uma carta que define suas idéias foi considerado em 7 de Março de 1864, afirmam que "os pareceres da Câmara em relação às suas sugestões deverão ser registrados na forma de um carta, no sentido de que a Comissão considere que é essencial para o avanço do projeto que curtas linhas de transporte ferroviário devem, em primeira só pode ser julgado, e que não é aconselhável neste momento a interferir com qualquer água comerciais que já estão estabelecidos e geralmente podem ser trabalhados mais barato do que o tráfego ferroviário. " 
A principal razão para esta decisão, que efetivamente matou MacDonald's Stephenson idéia, foi que muitos dos empresários em causa tinham um interesse pessoal na protecção dos seus investimentos em empresas de navegação que gozava de um monopólio no transporte de passageiros e de mercadorias para dentro e fora da China. 
Demorou mais um 30 anos antes da ideia de construir uma estrada de ferro a partir de Hong Kong para a China foi novamente dado grande atenção. Na última década do século XIX crescente atividade diplomática e comercial da França na Kwangtung (agora Guangdong) Província e à concessão de uma concessão aos interesses belgas para construir uma ferrovia de Pequim (Beijing agora) para Hankow (mais tarde alargado a Cantão (agora Guangzhou)), levou a British diplomáticas e comerciais preocupações sobre a protecção de Hong Kong como o principal porto comercial para o Sul da China.
O Governo britânico extraído um número de concessões ferroviárias do Governo chinês para os britânicos e chineses Corporation, uma joint venture formada em 1898 entre a empresa comercial de Jardine Matheson & Co e de Hong Kong e Shanghai Bank. Estas concessões incluído o direito de construir e operar uma ferrovia de Kowloon Canton, que a ligação para a Pequim-Cantão Hankow-line. 
Enquanto os britânicos e chineses Corporation realizou um estudo preliminar da proposta de traçado da linha em 1899, as incertezas financeiras criadas pela Boxer Rebellion na China (1899-1901) e da Guerra Boer (1899-1902) na África do Sul tornou difícil para a Corporação para angariar fundos para o projeto. No entanto, até ao início do século XX, o Governo de Hong Kong, sob a liderança do governador da colônia, Sir Henry Blake, decidiu que era necessária uma acção urgente. 
As discussões entre a Colonial Office, em Londres, de Hong Kong e do Governo britânico e chinês Corporation, conduziram a um acordo no final 1904 que o Governo de Hong Kong poderia comprometer o financiamento, construção e exploração do troço da linha de Hong Kong. A restante parte de Cantão seria financiado através de um empréstimo levantado pela British & chinês Corporation em nome do Governo chinês, que operaria a secção após a sua construção pela Corporação. 
Assentamentos de pormenor modalidades de financiamento dos britânicos e chineses secções do revelou-se complicada, pois o financiamento da British Secção (como ficou conhecido) dependia do aumento do empréstimo para o chinês secção. O regime foi finalmente ratificado pelo Governo de Hong Kong da passagem dos comboios Empréstimos ordinance em 1905, limpando o caminho para a construção da secção britânica. Demorou até 1907, no entanto, por contrato de empréstimo para o chinês Secção de ser concluído, com o financiamento está a ser prestado através de uma emissão obrigacionista lançada em Londres em abril do mesmo ano. 
A importância atribuída ao projeto foi refletido em um discurso feito para o Conselho Legislativo de Hong Kong pelo governador colonial, Sir Frederick Lugard, em 1908: 
"Você vai lembrar que em 1905 foi decidida a construção da Estrada de Ferro, através de um empréstimo. Não foi uma questão de saber se a empresa seria uma preocupação imediata remuneradores, mas não era uma questão de saber se as empresas de transporte ferroviário deve pagar juros e fundo de amortização do capital dispendido, ou mesmo que fosse ao mesmo tempo trabalhar pagar as despesas. Era uma questão de preservar a predominância da Hong Kong. Era uma questão de ver que a última saída do principal tronco ferroviário deve ser, no Kowloon, e em nenhum outro lugar. " 
Duas rotas foram sugeridas para os britânicos secção, um percurso de cerca de Oeste ((converter | 34 | mi | km)) a partir da ponta da península Kowloon através Tsuen Wan to Castle Peak Bay e daí para a Yuen Long e da fronteira com a China, e uma rota mais direta oriental de cerca de ((converter | 21 | mi | km)) exigindo tunnelling através do Kowloon colinas e daí para a fronteira através Tide Cove (agora Sha Tin área), Tai Po, Fanling e Sheung Shui. Após um levantamento detalhado em 1905, a leste da linha foi proposto. Embora a aprovação formal do Colonial Office em Londres não foi dada até Fevereiro de 1906, o Governador, Excelentíssimo Senhor Mateus Nathan, tinha previsto um resultado positivo e já instruiu o Departamento de Obras Públicas para iniciar a terraplenagem na rota de Tai Po Mercado para Fan Ling em Dezembro de 1905. 
A estimativa inicial para o projecto foi HK $ 5.053.274, que incluía o custo da escavação de um túnel através da serra em Kowloon Beacon Hill e recuperação em Kowloon de um terminal. No entanto, devido à subestimação dos problemas a serem superados, as mudanças no design, a queda do valor do dólar de HK a libra esterlina (muito do equipamento teve que ser importado da Inglaterra), as dificuldades no recrutamento de trabalho adequado, associado a um elevado taxa de mortalidade e doença entre os trabalhadores (malária, disenteria e Beri Beri foram endêmica em Hong Kong, nesse momento) e direito de passagem aquisição de terras custos levaram ao custo final do projeto de aumento constante durante o período de construção. 
A parte mais difícil do projeto foi a construção do túnel Beacon Hill, que acabou por custar cerca de um quarto de todo o projecto. Juntamente com a construção de um dois-pé ramal ferroviário de bitola estreita Fan Ling de Sha Tau Kok (fazendo uso dos carris e material utilizado na construção da linha principal e depois fechado em abril de 1928), o custo final foi de HK $ 12.296.929, o que faz dela uma das mais caras ferrovias no mundo e, como custos escalada, o tema de grande preocupação tanto em Hong Kong e Londres. 
Embora o desenho chamado para a construção de apenas uma única faixa de uma bitola padrão, de 4 pés 8 ½ polegadas, uma importante decisão tomada foi a de garantir que, tanto quanto possível, as pontes, estacas, aterros e túneis, com a excepção da Beacon Hill túnel, permitiu a construção de um futuro segunda faixa. Esta decisão, embora possa ter parecido desnecessariamente oneroso, no momento, provaram de beneficiar cerca de 75 anos mais tarde, quando a ferrovia foi finalmente duplo monitorada. 
A ferroviário foi formalmente iniciado em 1 de Outubro de 1910, mas sem um terminal. 

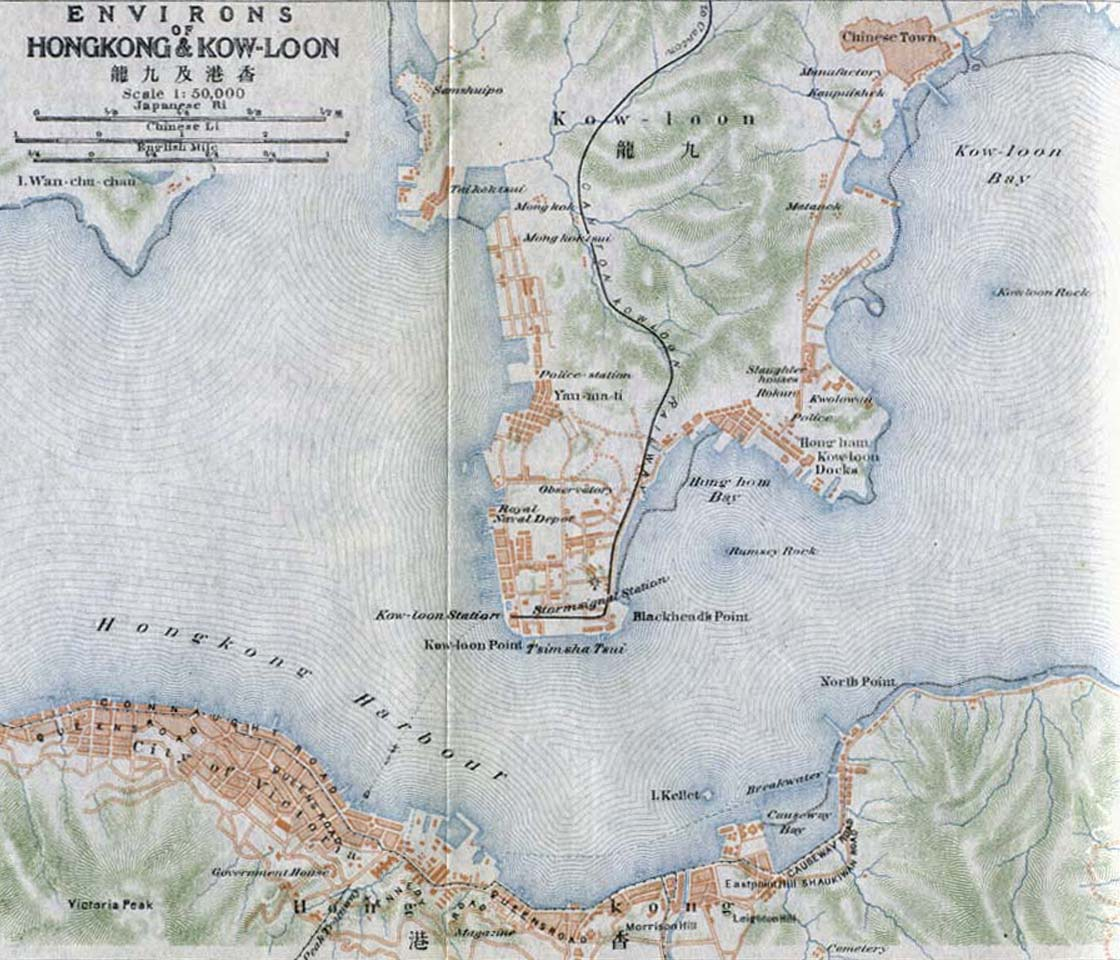
Rota original da KCR linha em Kowloon.

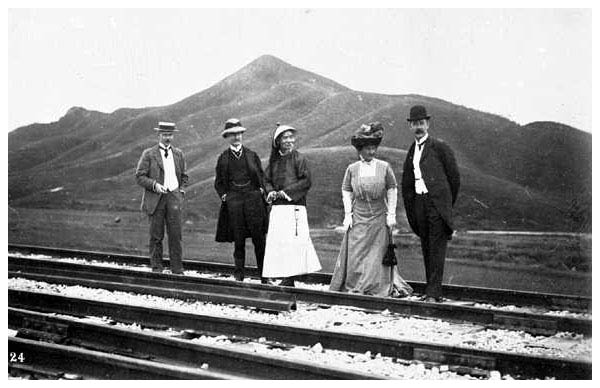
Governador, Sir Henry Maio, e sua esposa inspecionam as trilhas da British Seção de Wu em 1 de Outubro de 1910.

((Alguns converter | 39 | Acre | m²)) do porto no sul da península Kowloon, entre Signal Hill (cravo Point) e Hung Hom, teve lugar usando material escavado a partir da rota e levou a o site por um dois-pé gabari ferroviário. No entanto, a decisão final para localizar o terminal na ponta da península Kowloon não foi feito até 1910, e só o terminal pronto para os serviços em 1914. 
O transporte ferroviário tem início em 1910 com um número de estações temporárias. Parte de um godown (armazém) próximo ao local do atual Star Ferry píer em Tsim Sha Tsui foi alugado e transformado em uma estação de passageiros com carris para ele estabelecido a partir de Salisbury Road Signal Hill. Temporária estações foram construídas em Hung Hom e Wu, com permanente estações a ser construídas em Sha Tin e Tai Po (mais tarde chamado Tai Po Kau), e um pavilhão estação de Tai Po Mercado. 
Tráfego ferroviário na nova era, em primeira quieto como houve pouca procura por serviços de passageiros e de mercadorias pelos habitantes da então subdesenvolvidas Novos Territórios do Norte da Beacon Hill. Somente após a secção chinês foi concluído e inaugurado em 1911 fez o tráfego começa a construir-se como pessoas aproveitaram da rápida viagem de apenas 3 horas e 40 minutos a partir de Kowloon Canton. 
Pouco mudou até a Segunda Guerra Mundial, com o sucesso comercial da ferrovia estar intimamente ligado aos acontecimentos na China. Durante a defesa de Hong Kong, em Dezembro de 1941, várias pontes e túneis foram deliberadamente soprados pela recuar forças britânicas. Após reparos tinham sido feitas, a linha foi operado em toda a guerra pelos japoneses utilizam os serviços do pessoal que os chineses tinham permanecido após a queda da colônia. Durante este período, o transporte ferroviário deteriorou-se gradualmente por falta de manutenção adequada. O material circulante e outros equipamentos também foram enviados para a China para o uso há pelo japonês. 
Após a retomada do controle britânico de Hong Kong, em 1945, após a derrota do Japão, a ferrovia estava em um estado lastimável. Inicialmente, a tarefa de restaurar a ferrovia para uma condição de trabalho descansado com os militares. Doze locomotivas foram encomendadas urgentemente da Grã-Bretanha (chegando em 1946-47) e concentrou esforços em trazer a ferrovia até uma condição funcional. Civis de gestão do transporte ferroviário foi novamente retomado em 1946. 
O pós-guerra enfrentou muitos problemas de gestão, incluindo a falta de registros que haviam sido destruídos por quase todos os japoneses e teve de ser reconstruída a partir das memórias de serviço anterior e pessoal; escassez de carvão para os motores que requeiram a sua conversão para a queima de combustível de petróleo; taxa de câmbio dificuldades devido à desvalorização da moeda chinesa que exigem acordo com as autoridades chinesas de utilizar o dólar de Hong Kong como base de todas as operações; desgastada equipamento e pessoal escassez. Ao mesmo tempo, houve uma enorme demanda por serviços de passageiros e de mercadorias como pessoas que tinham fugido para a China durante a guerra voltou para Hong Kong, e de grandes volumes de mercadorias, porque precisava de ser transportado para a China a ajudar no pós-guerra alívio esforços lá. De imediato pós-guerra um valor de cerca de 600.000, a população de Hong Kong subiu para quase 2 milhões até o final de 1947, com o afluxo atingindo uma taxa de cerca de 100.000 por mês durante este período. 
Embora a procura de mercadorias para a China diminuiu gradualmente, o afluxo de pessoas provenientes da China continuou devido à guerra civil entre os comunistas e nacionalistas. Através de-trem de passageiros parou de serviços para a China em 14 de Outubro de 1949, o dia anterior ao da captação de Cantão pelos comunistas. Passageiros e mercadorias, em seguida, teve que ser transbordados na fronteira. Apesar do transtorno que isso causou, o transporte ferroviário beneficiados por Hong Kong se tornar o centro de comunicações e trocas comerciais com a China do sul, especialmente no que muito do tráfego que tinha ido até agora por mar já não podia fazê-lo. Os refugiados que fogem do novo governo comunista da China também frequentemente resolvidas squatter em áreas ao longo da Estrada de Ferro e esta, juntamente com um aumento da presença do Exército Britânico adicionado a procura de viagens domésticas em Hong Kong. 
Em 1951 foi alcançado um acordo com as autoridades chinesas para bens vagões de voltar a cruzar a fronteira, mas continuou a encerrar serviços de passageiros na fronteira de Lo Wu estação. No entanto, a guerra da Coreia (1950-1953) levou a um embargo por governos ocidentais sobre determinados bens a exportar para a China, e duras restrições introduzidas pelo governo chinês sobre o número de pessoas autorizadas a atravessar a fronteira, que em conjunto conduziram a uma grave declínio do transporte ferroviário receitas. 
A situação melhora pouco viu até 1955, e para reduzir os custos operacionais das locomotivas a vapor, foi tomada uma decisão em 1954 para substituir gradualmente com estas locomotivas diesel. Para o resto dos anos 1950 e 1960, apesar de alguns distúrbios de curto prazo em 1967, resultante de um derrame em mais de Hong Kong da Revolução Cultural na China, quer nacional quer transfronteiras tráfego continuou a mostrar-se estável de crescimento global. 
Uma das principais decisões tomadas durante o final dos anos 1960 foi a deslocalizar as grandes oficinas ferroviárias de Hung Hom a sua actual localização, Ho Tung Lau em Sha Tin e construir um novo terminal em Hung Hom. Isso foi necessário para permitir a construção do primeiro porto atravessar túnel rodoviário, que substitui o anteriormente dependência balsas para atravessar o porto de Kowloon de Hong Kong Island, e para superar as limitações impostas pelo crescimento do tráfego ferroviário o primeiro terminal em Tsim Sha Tsui. Embora a mudança para Ho Tung Lau teve lugar em 1968, o Hung Hom Terminus complexo não foi concluído e inaugurado em Novembro de 1975, momento em que o Tsim Sha Tsui Terminus foi fechado e pouco tempo depois demolida exceto para a Torre do Relógio, que permanece um marco hoje.
Até agora, a melhoria do transporte ferroviário foi de natureza incremental. Na década de 1970 tornou-se claro que era necessária uma reformulação radical, se a ferrovia foi para lidar com exigências futuras. Em 1972 o governo criou um grupo para analisar a necessidade para o futuro a curto e longo prazo a melhoria do transporte ferroviário dado o crescimento do tráfego de passageiros e de frete para a China, juntamente com os planos do governo para construir novas grandes cidades em Sha Tin , Tai Po, Sheung Shui e Fan Ling nos Novos Territórios que aumentaria ainda mais a procura de viagens domésticas. 
Nessa altura, a novas cidades foram destinados a ser construído para uma "concepção equilibrada" conceito em que oportunidades de emprego, bem como as pessoas seriam relocadas de substandard alojamento nas zonas urbanas mais antigas, minimizando assim a procura adicional sobre a rede de transportes. Quanto mais tarde se tornou aparente, no entanto, enquanto as pessoas eram movidas em suas centenas de milhares de viver no New Territories, os principais centros de emprego e das actividades de lazer, manteve-se em áreas urbanas, levando a uma maior dependência do transporte ferroviário para apoiar um rapidamente crescente fluxo diário Commuter. 
Em 1974, um investimento de 10 anos programa foi iniciado para assegurar a completa duplo monitoramento e electrificação da linha férrea de Hong Hom para Wu, exigindo a construção de um segundo túnel Beacon Hill, juntamente com a construção ou modernização de estações e outras instalações . Este exercício foi concluído no início dos anos 1980 e em 16 de Julho de 1983, a utilização de diesel-rebocados deixou de serviços nacionais de passageiros. Locomotivas diesel continuou a ser utilizado para passagem de trem de passageiros, que retomou em 1979 após a implementação por Deng Xiao Ping das reformas económicas na China, e para o transporte de mercadorias e monitorar serviços de manutenção. 
Uma consequência da electrificação foi que, enquanto grande parte do antigo traçado no New Territories tinha permanecido unfenced, com trilhas ou estradas ao lado ou em toda a faixa utilizada por muitos moradores, o mais rápido, mais silenciosos e mais freqüentes elétrica serviços necessários a completa vedação off da pista de Wu de Hung Hom, necessitando a construção de passarelas com as duas etapas e rampas inclinadas em várias aldeias locais. Como ex-assistente District Officer em Tai Po recorda, uma das preocupações do alegado aldeão anciãos na altura era para ser capaz de transportar caixões entre as faixas, com a aproximação de estrada como nem todas as aldeias foram servidos por um suplente acesso rodoviário. 
Durante este período de 10 anos, o pensamento também tinha sido dada pelo governo como para a futura gestão do transporte ferroviário. Até agora as empresas de transporte ferroviário tinha sido executado como um departamento do governo, e foi sujeito às regras normais da função pública e as exigências. Isto tornou difícil ter uma abordagem à exploração comercial que foi se tornando cada vez mais um negócio importante em matéria de investimento e receitas termos. Corporatisation dos serviços públicos como um meio para permitir a administração de propriedade dos serviços públicos a funcionar mais ao longo das linhas de negócio do sector privado foi uma abordagem que estava a começar a recolher juros no momento de vários governos - os E.U. e Reino Unido sob governos Reagan e Thatcher sendo forças vivas. O objeto de corporatisation era permitir a prestadores de serviços públicos a fazer um rendimento comercial sobre os seus activos, reduzindo assim a necessidade de investimento de fundos públicos levantadas predominantemente de impostos, enquanto ainda permanecem sob controlo governamental. 
Em 24 de Dezembro de 1982, a Portaria KCRC (Cap 372) foi promulgada e os KCR deixou de ser um departamento do governo, embora tenha permanecido totalmente detida pelo governo. Nos termos da Portaria um conselho de administração, constituído por 10 membros nomeados pelo governador (presidente, director e não inferior a 4, nem superior a 8 outros membros), se tornou responsável por supervisionar o dia-a-dia das operações da Corporação. A Corporação era obrigada a "desempenhar as suas funções com vista a atingir uma taxa de retorno sobre os activos empregados em sua empresa, e de acordo com critérios comerciais normais, é satisfatório." 

## Uma expansão de rede
O KCRC expandiu suas operações em 1984. Ela aceitou um convite do governo para construir e operar uma rede de metropolitano ligeiro no noroeste do New Territories. O Light Rail Transit (LRT, conhecida mais tarde como o KCR Light Rail e atualmente apenas como o Light Rail) entrou em serviço em Setembro de 1988. O KCRC começou a participar na promoção imobiliária e de gestão mais ou menos ao mesmo tempo. A primeira joint-venture propriedade desenvolvimento, o Pierhead Jardim prédio s, foi concluída em 1988. Os lucros gerados a partir de bens e serviços comerciais foram úteis para o financiamento de novos projectos ferroviários, a melhoria obras e outras iniciativas estratégicas. 
O KCR West Rail (actual linha ferroviária do Oeste sobre a revisão intercalar rede) foi inaugurado em 20 dez. 2003, ligando as cidades de Yuen Long, Tin Shui Wai e Tuen Mun no noroeste do Novo Territórios com urbano Kowloon. Duas prorrogações foi encomendada em 2004. A KCR East Rail (agora o Oriente Rail Line sobre a revisão intercalar de rede), foi prorrogado a partir de Hung Hom Station para East Tsim Sha Tsui Station, entre Tsim Sha Tsui e Tsim Sha Tsui Oriente. A KCR Ma On Shan Rail (agora o Ma Shan On Line sobre a revisão intercalar rede) foi inaugurada a ligação Ma On Shan com o Oriente Ferroviário em Tai Wai Estação. Em Agosto de 2007, o Lok Ma Chau Spur Line entrou em serviço. 

## Pública briga entre presidente e CEO em 2006 atuando
Em 10 mar. 2006, assinado com o apoio de todas as operações 5 diretores e 19 gerentes, o Deliberando Chief Executive Officer Samuel Lai escreveu à Gestão Câmara para reclamar o estilo de liderança do presidente da Câmara, Michael Tien. Cerca de 80% do pessoal tenha assinado de apoio a Lai. 
No dia seguinte, Michael Tien reuniu o Chefe do Executivo de Hong Kong, Donald Tsang. Na tarde de 12 mar. 2006, Tien anunciou sua renúncia, com a efetiva data determinada pelo Tsang. Após novas negociações, retirou a sua demissão e Tien Lai demitiu. James Blake, o ex-secretário de Obras no Governo de Hong Kong e de um engenheiro civil, tomou posse como o Chief Executive Officer (não agir), a idade 71. 
A briga foi visto ter agilizaram o plano do governo de fundir as operações das duas redes ferroviárias no território. A operação foi concluída em Dezembro de 2007, com o MTR Corporation Limited assumir a operação da rede KCR sob uma concessão de serviço de 50 anos. 

## Deixou de ser um operador de transportes públicos
Em 2 dez. 2007, o KCRC deixou de ser um operador de transportes públicos. O direito de explorar a rede ferroviária e alimentador ônibus foi concedida ao MTR Corporation Limited sob uma concessão de serviço de acordo de um período inicial de 50 anos, que pode ser prorrogado. Sob um acordo de compra e venda, o MTRCL também compraram um número de propriedades e gestão da propriedade KCRC filiais, de curta duração e de determinados activos de transporte ferroviário KCRC como lojas e sobressalentes. 
Os custos das novas linhas ferroviárias sobre o KCR rede actualmente em construção, por exemplo, o Kowloon Southern Link, continuarão a ser financiados pela KCRC após a conclusão e vai ser operado pela MTRCL no âmbito da concessão de serviço. O MTRCL é paga uma taxa para gerir o projecto de construção do projecto. O KCRC está também a financiar a compra adicional de 22 veículos ferroviários ligeiros, que serão necessários para acomodar o aumento do patrocínio esperado em função ferroviários ligeiros alimentador rotas para o Ocidente Ferroviário estações quando o Kowloon Southern Link é concluído em 2009. 

## Planos futuros
O Kowloon-Canton Railway Corporation, bem como o MTR Corporation Limited, cada um tinha feito a sua proposta para planejar, construir e operar uma linha ferroviária entre Sha Tin e Central. O Governo anunciou, em Hong Kong 25 jun. 2002 KCRC que tinha vencido a sua licitação para construir e operar a Central de Sha Tin Link. Esta linha não foi incluído na concessão de serviço sob o qual o MTRCL opera a rede ferroviária KCRC. A concessão de serviço abrange apenas as linhas ferroviárias existentes KCRC, e em construção no momento da fusão. 
De acordo com o governo do último plano, tal como explicou ao Conselho Legislativo, em Março de 2008, a Central de Shatin Link será construída pela MTRCL, com o governo do custo de financiamento e que é proprietária da linha. O governo já indicou que pode ainda pertence a linha concluída, ou a linha para locação, KCRC, o que, em seguida, conceder um serviço adicional para a concessão MTRCL para operar a linha. 